# اپوکسی گرانیت

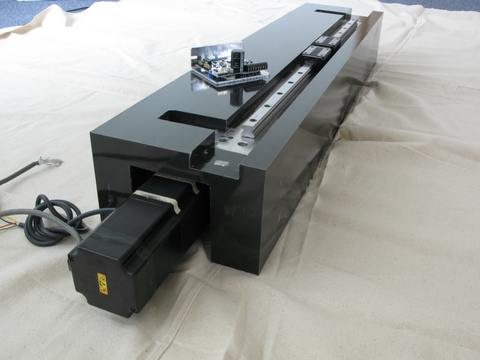
ریخته‌گری مواد معدنی

اپوکسی گرانیت (به انگلیسی: Epoxy granite) که به عنوان گرانیت مصنوعی نیز شناخته می شود،  یک کامپوزیت با زمینه پلیمری است و مخلوطی از اپوکسی و گرانیت است که معمولاً به عنوان ماده اولیه جایگزین برای پایه های ماشین ابزار استفاده می شود. اپوکسی گرانیت به جای چدن و فولاد برای بهبود میرایی ارتعاش ، افزایش عمر ابزار، کاهش هزینه مونتاژ و در نتیجه ایجاد خواص بهتر برای تثبیت و نگهداری ماشین‌آلات استفاده می شود.  

## پایه ماشین ابزار
ماشین‌ابزار و سایر ماشین‌های با دقت بالا، برای عملکرد استاتیک و دینامیکی خود به سختی بالا، پایداری طولانی‌مدت و ویژگی‌های میرایی عالی مواد پایه‌شان متکی هستند. پرکاربردترین مصالح برای این سازه ها چدن، فولاد جوشی و گرانیت طبیعی است. به دلیل عدم پایداری طولانی مدت و خواص میرایی بسیار ضعیف، سازه های فولادی به ندرت در مواردی که به دقت بالایی نیاز دارد استفاده می شوند. چدن با کیفیت خوب که تنش زدایی و آنیل شده باشد، به ساختار پایداری ابعادی می بخشد و می تواند به اشکال پیچیده ریخته‌گری شود. اما برای تشکیل سطوح دقیق پس از ریخته‌گری نیاز به یک فرآیند ماشین‌کاری گران قیمت دارد. گرانیت طبیعی ظرفیت میرایی بالاتری نسبت به چدن دارد، اما مشابه چدن می‌تواند کار فشرده باشد که باعث گرانقیمت شدن ماشین‌کاری آن می شود. بازار سنتی گرانیت اپوکسی می تواند جایگزین آهن و فولاد در این کاربردها شود. 

## روند

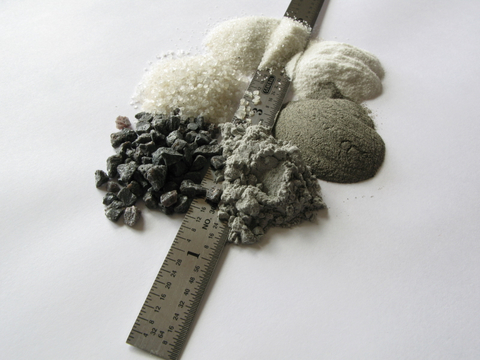
سنگدانه گرانیت اپوکسی

ریخته‌گری‌های گرانیتی دقیق با مخلوط کردن سنگدانه‌های گرانیتی (که خرد، شسته و خشک می‌شوند) با یک سیستم رزین اپوکسی در دمای محیط (یعنی فرآیند پخت سرد) تولید می‌شوند. همچنین می توان از پرکننده سنگدانه کوارتز نیز در ترکیب استفاده کرد. تراکم ارتعاشی در طول فرآیند قالب‌گیری، سنگدانه ها را محکم به هم می چسباند. اگر از الیاف و همچنین گرانیت استفاده شود، می توان خواص مکانیکی و ترمو-مکانیکی را بیش از پیش بهبود بخشید.   رزین های دیگر علاوه بر اپوکسی نیز ممکن است به جای الیاف برای بهبود خواصی مانند جذب آب استفاده شود.  اگر تخلخل کنترل شود، اثرات میرایی را می توان بیشتر بهبود بخشید. درج‌های رزوه‌دار، صفحات فولادی و لوله‌های خنک‌کننده را می‌توان در طول فرآیند ریخته‌گری، تولید کرد. برای دستیابی به درجه بالاتری از تطبیق پذیری، می توان ریل های خطی، راه های لغزنده روی زمین و پایه های موتور را تکثیر یا دوغاب کرد که این عمل نیاز به ماشین‌کاری پس از ریخته‌گری را از بین می برد.

## تعاریف دیگر
رزین های اپوکسی و گرانیت، به ویژه گرد و غبار گرانیت دورریز، ممکن است در کاربردهای دیگری مانند پوشش کف استفاده شوند. براده های گرانیت دورریز در صنعت معدن تولید می شوند و چگالی کم به این معنی است که می توان آن را به راحتی توسط باد پراکنده کرد و در نتیجه در محیط توزیع کرد. تحقیقات بر روی راه حل های نوآورانه مانند استفاده از پودرهای گرانیت ضایعاتی در رزین های اپوکسی و طراحی بایندر برای پوشش ها بر این اساس در حال انجام است. 

## مزایا نسبت به آهن و آلیاژهای آن
اغلب ادعا می شود که میرایی ارتعاش اپوکسی گرانیت برتر از فولاد یا چدن است  همچنین به خوبی شناخته شده است که آهن، فولاد و آلیاژها خورده می شوند یا زنگ می زنند، در حالی که اپوکسی اغلب برای جلوگیری از خوردگی استفاده می شود. بنابراین، خوردگی و مقاومت شیمیایی عمومی اپوکسی گرانیت در برابر اکثر حلال ها، اسیدها، قلیاها و سیالات برش معمولی نسبت به فولاد و آلیاژها برتری دارد و نیازی به رنگ آمیزی مداوم ندارد.  ماده گرانیت اپوکسی دارای ضریب میرایی داخلی تا ده برابر بهتر از چدن، تا سه برابر بهتر از گرانیت طبیعی و تا 30 برابر بهتر از ساختار فولادی است.  روش ریخته‌گری در مقایسه با فولاد، امکان گنجاندن آسان‌تر درج‌ها و غیره را فراهم می‌کند و در نتیجه ماشین‌کاری نهایی را کاهش می‌دهد و با ترکیب اجزای متعدد در یک ریخته‌گری، زمان مونتاژ را کاهش می‌دهد.  رزین های ریخته‌گری پلیمری، انرژی بسیار کمی برای تولید مصرف می کنند و فرآیند ریخته‌گری حتی در دمای اتاق نیز قابل . 

## بیشتر بخوانید
- اپوکسی
- گرانیت
- خوردگی